# Liste der Häfensenatoren von Bremen
Dies ist eine Liste der Häfensenatoren der Freien Hansestadt Bremen seit 1945.
| Name                                                      | Amtsantritt                                                                              | Senat                                                           | Partei                                    |
| Senator für Wirtschaft, Häfen und Verkehr                 | Senator für Wirtschaft, Häfen und Verkehr                                                | Senator für Wirtschaft, Häfen und Verkehr                       | Senator für Wirtschaft, Häfen und Verkehr |
| --------------------------------------------------------- | ---------------------------------------------------------------------------------------- | --------------------------------------------------------------- | ----------------------------------------- |
| Hermann Apelt                                             | 6. Juni 1945 1. August 1945                                                              | Vagts Kaisen I                                                  | BDV                                       |
| Senator für Häfen, Schifffahrt, Wirtschaft und Arbeit     |                                                                                          |                                                                 |                                           |
| Hermann Apelt                                             | 28. November 1946                                                                        | Kaisen II                                                       | BDV                                       |
| Hermann Wolters                                           | 17. Dezember 1946                                                                        | Kaisen II                                                       | SPD                                       |
| Senator für Häfen und Schifffahrt                         |                                                                                          |                                                                 |                                           |
| Hermann Apelt                                             | 22. Januar 1948                                                                          | Kaisen III                                                      | BDV/FDP                                   |
| Senator für Häfen, Schifffahrt und Verkehr                |                                                                                          |                                                                 |                                           |
| Hermann Apelt                                             | 29. November 1951                                                                        | Kaisen IV                                                       | FDP                                       |
| Jules Eberhard Noltenius                                  | 28. Dezember 1955                                                                        | Kaisen V                                                        | CDU                                       |
| Georg Borttscheller                                       | 21. Dezember 1959 26. November 1963 20. Juli 1965 28. November 1967                      | Kaisen VI Kaisen VII Dehnkamp Koschnick I                       | FDP                                       |
| Hans Koschnick                                            | 1. Juni 1971                                                                             | Koschnick I                                                     | SPD                                       |
| Oswald Brinkmann                                          | 15. Dezember 1971 3. November 1975 7. November 1979 10. November 1983 18. September 1985 | Koschnick II Koschnick III Koschnick IV Koschnick V Wedemeier I | SPD                                       |
| Konrad Kunick                                             | 15. Oktober 1987                                                                         | Wedemeier II                                                    | SPD                                       |
| Senator für Häfen, Schifffahrt und Außenhandel            |                                                                                          |                                                                 |                                           |
| Uwe Beckmeyer                                             | 11. Dezember 1991                                                                        | Wedemeier III                                                   | SPD                                       |
| Senator für Häfen, überregionaler Verkehr und Außenhandel |                                                                                          |                                                                 |                                           |
| Uwe Beckmeyer                                             | 4. Juli 1995                                                                             | Scherf I                                                        | SPD                                       |
| Senator für Wirtschaft und Häfen                          |                                                                                          |                                                                 |                                           |
| Josef Hattig                                              | 7. Juli 1999                                                                             | Scherf II                                                       | CDU                                       |
| Hartmut Perschau                                          | 4. Juli 2003                                                                             | Scherf III                                                      | CDU                                       |
| Jens Eckhoff (kommissarisch)                              | 13. Juli 2004                                                                            | Scherf III                                                      | CDU                                       |
| Peter Gloystein                                           | 8. September 2004                                                                        | Scherf III                                                      | CDU                                       |
| Jörg Kastendiek                                           | 12. Mai 2005 8. November 2005                                                            | Scherf III Böhrnsen I                                           | CDU                                       |
| Ralf Nagel                                                | 29. Juni 2007                                                                            | Böhrnsen II                                                     | SPD                                       |
| Martin Günthner                                           | 24. Februar 2010                                                                         | Böhrnsen II                                                     | SPD                                       |
| Senator für Wirtschaft, Arbeit und Häfen                  |                                                                                          |                                                                 |                                           |
| Martin Günthner                                           | 30. Juni 2011 15. Juli 2015                                                              | Böhrnsen III Sieling                                            | SPD                                       |
| Senator für Wissenschaft und Häfen                        |                                                                                          |                                                                 |                                           |
| Claudia Schilling                                         | 15. August 2019                                                                          | Bovenschulte I                                                  | SPD                                       |
| Senator für Wirtschaft, Häfen und Transformation          |                                                                                          |                                                                 |                                           |
| Kristina Vogt                                             | 5. Juli 2023                                                                             | Bovenschulte II                                                 | Die Linke                                 |